# Залыгин, Сергей Павлович
Серге́й Па́влович Залы́гин (23 ноября [6 декабря] 1913 или 6 декабря 1913, Сухаревка, Уфимская губерния — 19 апреля 2000[…], Москва) — русский советский писатель и общественный деятель, инженер-гидролог, педагог, в 1986—1998 гг. главный редактор журнала «Новый мир». С 1991 — академик РАН (секция языка и литературы). Герой Социалистического Труда (1988). Лауреат Государственной премии СССР (1968) и Премии Президента Российской Федерации (2000).

## Биография, литературное творчество
Залыгин родился 23 ноября (6 декабря) 1913 года в селе Дурасовка Уфимской губернии (ныне Сухаревка, Мелеузовский район, Башкортостан). Отец — Павел Иванович Залыгин, родом из крестьян Тамбовской губернии, учился в Киевском университете, был исключён и сослан в Уфимскую губернию за революционную деятельность; мать — Любовь Тимофеевна Залыгина (в девичестве Абкина), дочь служащего банка в городе Красный Холм Тверской губернии, училась на Высших женских курсах в Петербурге.
Ранние годы Сергея Залыгина прошли на Урале, на Саткинском заводе. В 1920 г. семья переехала на Алтай, в г. Барнаул, где Сергей окончил семилетнюю школу, затем Барнаульский сельскохозяйственный техникум. Работал агрономом в Таштыпском райколхозсоюзе Хакасии (1931), был свидетелем трагических событий коллективизации. В 1933—1939 гг. учился в Омском Сельскохозяйственном институте на гидромелиоративном факультете. Во время учёбы увлекался идеями ученого и поэта П. Л. Драверта, трудами А. И. Воейкова, В. И. Вернадского. Во время Великой Отечественной войны служил инженером-гидрологом в Сибирском военном округе, на Салехардской гидрометеорологической станции. После демобилизации вернулся на кафедру гидромелиорации в ОмСХИ, в 1948 г. защитил кандидатскую диссертацию по теме «Выбор расчетного года при проектировании оросительных систем в зоне неустойчивого увлажнения», заведовал кафедрой, выезжал в командировки в сельские районы Омской области, а также на строительство Усть-Каменогорской и Бухтарминской ГЭС.
Писать начал ещё в школьные годы. В 1930 г. его пьеса шла на клубных сценах Барнаула. Учась в ОмСХИ, был штатным корреспондентом газеты «Омская правда»; после войны продолжал в ней сотрудничать. В 1940-е — нач. 1950-х гг. писал рассказы, публиковавшиеся в «Омском альманахе», в журнале «Сибирские огни» и в авторских сборниках. Первый сборник вышел в 1941 г. («Рассказы», Омск), следующие — в послевоенные годы («Северные рассказы», Омск, 1947; «Зерно», Омск, 1950; «На Большую землю», М., 1951, и др.).
С 1952 г. становится автором «Нового мира» (первая публикация — рассказ «Второе действие», 1952 г., № 9), где печатает цикл очерков «Весной нынешнего года» (1954 г., № 8) о вмешательстве власти в жизнь крестьянина. Эта публикация принесла Залыгину известность и сблизила с главным редактором журнала А. Твардовским, влиянием которого он объяснял свое решение стать профессиональным писателем. С 1970 г., после разгона редакции «Нового мира» и отставки Твардовского, и вплоть до 1986 г. Залыгин из солидарности не отдавал своих произведений в этот журнал.
В 1955 г. Залыгин переехал в Новосибирск и занялся в основном литературным творчеством, не оставляя научной работы (был сотрудником Транспортно-энергетического института Сибирского отделения АН СССР, участвовал в проекте акад. П. Я. Кочиной по проблеме орошения Кулундинской степи). В эти годы он пишет, наряду с рассказами, произведения более крупных форм: сатирическую повесть «Свидетели» (1956), роман «Тропы Алтая» (1959—1961), в котором отразились его впечатления от участия в биологической экспедиции на Алтай под руководством профессора Г. В. Крылова (1957 г.). Литературовед И. Дедков назвал «Тропы Алтая» «введением к той философии, <…> на чьей основе построены все главные книги Залыгина».
В 1956 г. Залыгин совершает поездку в Китай в составе группы писателей. Впечатления об этой поездке отражены в серии очерков.
В 1964 г. в «Новом мире» выходит повесть Залыгина «На Иртыше», посвященная катастрофическому переустройству крестьянской жизни на рубеже 1930-х гг. — коллективизации. «Впервые в советской подцензурной печати была сказана правда о коллективизации, впервые коллективизация осмыслялась не в канонической шолоховской интерпретации, а как трагедия российского крестьянства, и шире — национальная катастрофа». Официальная критика обвиняла автора в искажении «конкретно-исторической правды» и в «идейно-художественной несостоятельности». О художественном значении повести можно судить по отзыву А. Наймана: «Больше семидесяти лет отделяло день чтения от описываемых событий, с юности воспринятых мною как живая трагедия. <…> Трагедия не исчезла, не ослабла, просто сдвинулась в область, отведенную для трагедий. Я читал „На Иртыше“, как Софокла, как Эсхила». Немецкий литературовед Вольфганг Казак оценил повесть Залыгина как своёобразный правдивый отклик шолоховскому ложному описанию раскулачивания в романе «Поднятая целина».
К концу 1960-х Залыгин переезжает в Москву, полностью переключается на литературную деятельность. В 1968—1972 ведет семинар прозы в Литературном институте им. А. М. Горького. В 1969 г. становится секретарем правления СП РСФСР, в 1986—1990 входит в бюро секретариата СП СССР. Подписал Письмо группы советских писателей в редакцию газеты «Правда» 31 августа 1973 года о Солженицыне и Сахарове; был одним из тех, кто в 1979 г. выступил с осуждением альманаха «Метрополь». Вместе с тем Залыгин никогда не был членом коммунистической партии и в 1986 г. стал первым беспартийным главным редактором советского литературного журнала.
В 1967 г. выходит «Солёная падь» — роман о событиях гражданской войны в Сибири, основанный на исторических документах (Залыгин несколько лет собирал материалы, работал в архивах). Здесь выведен образ фанатика-коммуниста, которому противостоит главный герой — крестьянский лидер Мещеряков (его прототипом был партизанский командир Е. М. Мамонтов). В 1973 г. опубликованы два экспериментальных для Залыгина произведения: психологический роман «Южно-американский вариант» и фантастическая повесть «Оська — смешной мальчик». В романе «Комиссия» (1975) Залыгин возвращается к периоду гражданской войны в Сибири. Действие следующего, самого масштабного, романа «После бури» (1982—1985) разворачивается в 1920-х гг., в нём действуют не крестьяне, а «бывшие» — интеллигенты, сосланные или бежавшие от советской власти в сибирскую глубинку. И. Дедков так определил своеобразие этого романа: «воспроизведение не столько характеров <…>, сколько различных индивидуальных или групповых „философий“. Это попытка воссоздать „идеологический ландшафт“ Советской России двадцатых годов, понять жизнь человеческой мысли этой поры». «После бури» — последнее крупное произведение Залыгина на историческую тему. В 1980—1990-е годы он пишет рассказы и небольшие повести о современной жизни. Произведения 1990-х гг. отличаются в целом более свободной формой, соединением художественной прозы с публицистикой.
Обширную часть литературного наследия Залыгина составляют эссе и статьи о русской литературе XIX и XX вв., а также о венгерских и латышских писателях. Самые значительные из его литературоведческих работ — об А. П. Чехове (эссе «Мой поэт», 1969) и А. Платонове («Сказки реалиста и реализм сказочника», 1970).
В 1986 г. Залыгин был назначен главным редактором журнала «Новый мир», который под его руководством начал играть важную роль в политике гласности. В первом номере «Нового мира» за 1987 г. вышли повести «Котлован» А. Платонова и «Зубр» Д. Гранина. На страницах «Нового мира» впервые в СССР вышли «Доктор Живаго» Бориса Пастернака (текст подготовлен и откомментирован В. Борисовым и Е. Пастернаком), «1984 год» Джорджа Оруэлла, «Архипелаг ГУЛАГ» и другие произведения Александра Солженицына; опубликованы повести «Смиренное кладбище» и «Стройбат» Сергея Каледина, «Одлян, или Воздух свободы» Леонида Габышева, публицистические материалы о чернобыльской катастрофе Г. У. Медведева, «Авансы и долги» экономиста Н. П. Шмелева и др. В первые годы перестройки борьба журнала с цензурными инстанциями шла отнюдь не гладко. Некоторые эпизоды этой борьбы описаны А. Солженицыным («Угодило зернышко промеж двух жерновов», ч. 4 // Новый мир, 2003, № 11) и самим Залыгиным («Заметки, не нуждающиеся в сюжете» // Октябрь, 2003, № 9—11). В 1991 г. тираж «Нового мира» достиг двух миллионов семисот тысяч экземпляров.
За годы работы в «Новом мире» Залыгин завоевал репутацию решительного и принципиального человека. В то же время как руководитель престижного журнала, занимавшего «беспартийную» (как в политическом, так и в эстетическом отношении) позицию, он мог отказать в публикации известным авторам.
В 1989—1991 гг. — народный депутат СССР. Член Президентского совета при М. С. Горбачёве. В 1990 г. подписал «Римское обращение».
Сергей Павлович Залыгин работал до последних дней жизни, даже находясь в реанимации. Он считал, что должен писать «две страницы в день независимо ни от чего — без этого нельзя». Творчество С. П. Залыгина занимает заметное место в отечественной литературе.
Сергей Павлович Залыгин умер 19 апреля 2000 г. Похоронен в Москве на Троекуровском кладбище

## Общественная экологическая деятельность
Оставив в начале 1960-х годах профессию инженера-гидролога, Залыгин продолжал следить за событиями в гидромелиорации и водном хозяйстве страны и принимал деятельное участие в общественных кампаниях против экологически опасных гидростроительных проектов, разрабатывавшихся до последних лет существования СССР.
Переломными для Залыгина стали 1961—1962 годы — до тех пор «принципиальных сомнений в Великом плане преобразования природы у меня не было». В 1961 году в Гидропроекте было составлено технико-экономическое обоснование проекта Нижне-Обской ГЭС — «я ужаснулся, был потрясен. Я ведь в свое время был и гидрологом, начальником гидрографических работ по Западной Сибири, я работал в створе Ангальского мыса (Салехард), в котором намечалось строить ГЭС, и зрительно, как наяву, представлял себе, что натворит в природе великой низменности водохранилище площадью 132 тыс. км², а что — в режиме Карского моря, которое не зря называют „кухней погоды“». Залыгин стал одним из главных участников борьбы за предотвращение строительства Нижне-Обской. Он ездил по стране, собирая сведения у инженеров, ученых, геологоразведчиков. Главной причиной отмены проекта стали аргументы геологоразведчиков, что затопление оставит под водой гигантские залежи нефти и газа. Напечатанные в «Литературной газете» статьи Залыгина («Леса, земли, воды», 26 июня 1962 г.; «Леса, земли, воды и ведомство», 26 янв. 1963 г.) сыграли исключительную роль в придании этой борьбе публичного, гражданского характера. В январе 1963 г. номер «Литературной газеты» с его статьей противники ГЭС развесили в зале, где должно было состояться решающее заседание экспертной комиссии Госплана — на котором в итоге и было отменено строительство ГЭС.
В 1985—1986 гг. Залыгин организует выступления писателей и общественности против проекта переброски части стока сибирских рек на юг, публикует ряд статей в центральной прессе. Отмену проекта он воспринял как свидетельство новых, небывалых возможностей для демократического вмешательства в природоохранительную деятельность государства. На волне этого успеха была создана ассоциация «Экология и мир», которую Залыгин возглавлял с момента создания в 1989 г. до 1993 г. Оптимизм перестроечных лет относительно экологической политики государства и общественного экологического движения скоро сменился у Залыгина тревогой и разочарованием. В 1993 г. вступает в экологическую партию «Кедр», но в 1995 г. из-за разногласий с руководством партии выходит из неё. Однако проблема отношений человека и природы не перестает занимать его, ей подчинено большинство произведений Залыгина 90-х годов (в том числе «Экологический роман»).

## Награды и премии
- Орден Трудового Красного Знамени (1964)
- Герой Социалистического Труда с вручением ордена Ленина (1988)
- Государственная премия СССР (1968) за роман «Солёная падь»
- премия имени М. Д. Миллионщикова АН СССР (1989)
- экологическая премия американского журнала «Conde Nast Traveler» (1991)
- Орден Дружбы народов (5 декабря 1993 года) — за большой личный вклад в развитие отечественной литературы и искусства, укрепление межнациональных культурных связей и плодотворную общественную деятельность[24]
- Премия Мэрии Москвы в области литературы и искусства[25] (1999)
- Премия Президента Российской Федерации в области литературы и искусства 1999 года (17 февраля 2000 года)[26]

### Основные издания художественных и публицистических произведений
- Избранные произведения в 2 тт. — М.: Художественная литература, 1974.
- Собрание сочинений в 4 тт. — М.: Молодая гвардия, 1979—1980.
- Позиция [Публицист. очерки]. — М.: Советская Россия, 1988.
- Собрание сочинений в 6 тт. — М.: Художественная литература, 1989—1991. — 100 000 экз.
  - Т. 1: Тропы Алтая: Роман; Свидетели: Сатирич. повесть; На Иртыше: Повесть. — М., 1989. — 591 с., портр.; ISBN 5-280-00784-6
  - Т. 2: Соленая падь: Роман; Оська — смешной мальчик: Фантаст. повествование в 2 периодах; Санный путь: Рассказ. — М., 1989. — 607 с.; ISBN 5-280-00786-2
  - Т. 3: Южно-Американский вариант: Роман; Комиссия: Роман. — М., 1990. — 647 с. ISBN 5-280-01042-1
  - Т. 4: После бури: Роман. — М., 1990. — 783 с.; ISBN 5-280-01043-X
  - Т. 5: Рассказы, 1951—1980; Мой поэт: Эссе о творчестве А. П. Чехова. — М., 1991. — 495 с.; ISBN 5-280-01612-8
  - Т. 6: Рассказы, 1981—1989; Литературно-критические статьи. — М., 1991. — 590 с.; ISBN 5-280-01613-6
- Свобода выбора [Худ. и автобиограф. произведения 1990-х гг.]. — М.: Панорама, 1998.

### Избранная литература
- Лексикон русской литературы XX века = Lexikon der russischen Literatur ab 1917 / В. Казак ; [пер. с нем.]. — М. : РИК «Культура», 1996. — XVIII, 491, [1] с. — 5000 экз. — ISBN 5-8334-0019-8.
- Вахитова Т. М. С. П. Залыгин Архивная копия от 24 марта 2022 на Wayback Machine // Русская литература XX века. Прозаики, поэты, драматурги. Биобиблиографический словарь. — М., 2005. Т. 2, с. 19—23.
- Залыгин, Сергей Павлович // Энциклопедия «Кругосвет».
- Колесникова Г. Сергей Залыгин. — М.: Советский писатель, 1969.
- Теракопян Л. Сергей Залыгин. — М., 1973.
- Нуйкин А. Зрелость художника: Очерк творчества С. Залыгина. — М., 1984.
- Дедков И. А. Сергей Залыгин. Страницы жизни и творчества. — М.: Современник, 1985.
- Он же. Вручить свои мысли… (Предисловие к Собр. соч. С. Залыгина в 6 тт. Т. 1, с. 5—30).
- Славникова О. Старый русский. Поздняя проза Сергея Залыгина // Новый мир, 1998, № 12.
- Костырко С. П. Не надо бояться себя // Новый мир, 2003, № 12.
- Костырко С. П. Шкала Залыгина Архивная копия от 23 октября 2017 на Wayback Machine.
- Аросев Г. Избранник судьбы // Новый мир, 2013, № 12.

Наиболее полная библиография на русском и польском языках собрана в диссертации И. Рудзевич. Человек и природа в творчестве Сергея Залыгина Архивная копия от 23 октября 2017 на Wayback Machine (Ольштын, 2003)

### Экранизации
- 1963 — Тропы Алтая — по одноимённому роману